# Timaševskij rajon
Il Timaševskij rajon (in russo Тимашёвский район?) è un rajon del Kraj di Krasnodar, nella Russia europea.